# Santa Maria de Marvão
Santa Maria de Marvão es una freguesia portuguesa del concelho de Marvão, con 23,40 km² de superficie y 645 habitantes (2001). Su densidad de población es de 27,6 hab/km².

## Galería

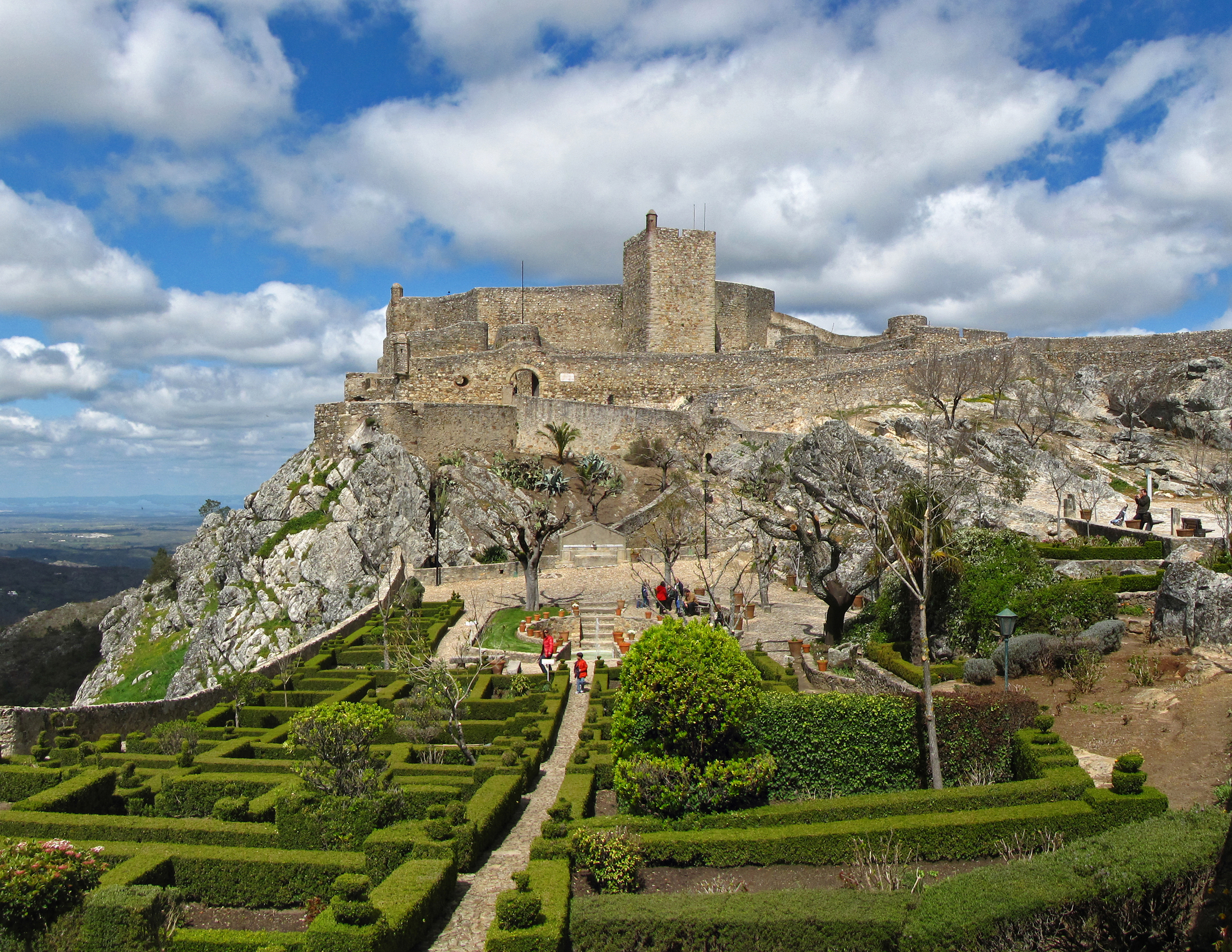
Castillo de Marvão